# Större brunfladdermus
Större brunfladdermus, i Finland samt tidigare i Sverige stor fladdermus (Nyctalus noctula), fladdermusart i familjen Vespertilionidae (läderlappar).

## Beskrivning
Den är Sveriges största fladdermus med en vingbredd mellan 30 och 45 cm, kroppslängd (huvud och bål) mellan 7 och 8,5 cm och vikt upp till 40 g. Pälsen är enfärgat rödbrun. Ansikte och öron är brunsvarta.
Artens tredje finger är längre än hos andra släktmedlemmar och lillfingret är betydlig kortare än det fjärde fingret. Underarmarnas längd ligger mellan 4,9 och 5,8 cm. Vid foten förekommer en lång hälsporre (calcar). Tandformeln är som hos alla arter i släktet Nyctalus I 2/3 C 1/1 P 2/2 M 3/3. Svansen är 4 till 6 cm lång.

## Ekologi
Större brunfladdermus kan jaga redan på eftermiddagen. Till skillnad från de flesta andra svenska fladdermöss har den en rak flykt. Födan består av flygande skalbaggar och nattflyn. Lätet, när det når ner i den hörbara delen av tonskalan, är högt och gnisslande. Lätets frekvens varierar, men medelfrekvensen ligger runt 20 kHz.
Arten finns i lövskog och kulturlandskap, gärna med tillgång till sjöar. Kan även förekomma i kusttrakter.
Under våren bildar honor egna kolonier som är skilda från hannarna. Platsen där ungarna föds kan ligga 1 000 km (eller i undantagsfall 1 500 km) från platsen för vinterdvalan. Efter ungarnas födelse i juni eller juli har kolonin cirka 20 till 50 medlemmar och sällan upp till 100 medlemmar. Viloplatsen är ofta håligheter i träd, ibland bergssprickor, grottor eller fladdermusholkar och sällan byggnader. Cirka 3 till 4 veckor efter födelsen får ungarna flygförmåga och kolonins medlemmar återvänder till området där de går i ide. Där bildas blandade kolonier med hannarna som i grottor kan ha upp till 10 000 medlemmar. Vinterdvalan sker även i de andra nämnda gömställena men byggnader undviks allmänt.
Kortare vandringar under sommaren tillsammans med svalor eller seglare kan förekomma. Större brunfladdermus har två olika läten för ekolokaliseringen. Vid jakt i skogarnas undervegetation ligger lätets frekvens mellan 25 och 45 kHz. När arten jagar ovanför trädens kronor ligger frekvensen mellan 19 och 25 kHz.
I bergstrakter når arten 1900 meter över havet.

## Utbredning
Större brunfladdermus finns i större delen av Europa upp till 60°N, söderut till Nordafrika och österut över hela det tempererade Asien. 

### Förekomst i Sverige och Finland
I Sverige är den vanligast i Götaland, men förekommer ställvis längs Norrlandskusten troligtvis ända upp till Västerbotten. I Finland förekommer arten endast sporadiskt, totalt 25 fynd har gjorts i söder (dock ej på Åland) och sydväst upp till Södra Österbotten. Finlands artdatacenter beskriver den som "slumpmässig vandrare".